# Høllen Futsal
L'Høllen Futsal è una squadra norvegese di calcio a 5, con sede a Søgne.

## Storia
L'Høllen ha partecipato alla Futsal Eliteserie 2011-2012. Il 3 dicembre 2011 ha giocato la prima partita in questa lega, perdendo col punteggio di 3-4 contro il Tiller. L'Høllen ha chiuso la stagione al 10º ed ultimo posto in classifica, retrocedendo pertanto in 1. divisjon.

## Stagioni precedenti
- 2011-2012